# San Nicolò di Villola
San Nicolò di Vìllola è una località del comune di Bologna, situata circa quattro chilometri a nord dal centro e inclusa nel quartiere San Donato-San Vitale.

## Storia
San Nicolò di Villola prende il nome dalla piccola pieve omonima, di origine duecentesca. In particolare, villola è diminutivo di villa, ovvero l'azienda agricola di epoca romana.
Le prime attestazioni dell'insediamento risalgono al 1260, nonostante la sua esistenza sia certamente anteriore. Nel 1297 la comunità era aggregata a San Donnino e con essa faceva parte del suburbio del comune di Bologna. Il comune rurale di Villola passerà alternativamente tra il contado e la guardia civitatis, ovvero la fascia suburbana direttamente dipendente da Bologna. Solo nell'Ottocento verrà definitivamente aggregata al comune di Bologna.

## Geografia antropica
La località si sviluppa lungo la via Cadriano, ed è delimitata a est da via San Donato, a nord da via del Gomito (oltre si trova il territorio della località di San Giovanni Calamosco), a ovest da via Romita e a sud dal polo fieristico.
Nonostante la forte antropizzazione, dovuta all'espansione del capoluogo, la località ha mantenuto una certa autonomia, conservando un'identità rurale e staccata da Bologna, assieme ai contigui nuclei di Sant'Antonio di Villola a sud (con oratorio convertito ad uso abitativo) e Fabbreria a nord.

## Monumenti e luoghi d'interesse
Il territorio è ricco di edifici storici e di pregio quali Possessione San Nicolò e Villa San Martino (nel tratto rimasto di via San Nicolò di Villola dopo la costruzione di Viale Europa), Possessione Bella e Fondo Cappellina (con Palazzo Baldi) nella omonima via Balda.

## Infrastrutture e trasporti
La località è collegata alla tangenziale di Bologna con l'uscita 8, aperta nel 1988, attraverso viale Europa, e allo svincolo Fiera dell'autostrada A14, aperto nel 2008 assieme all'uscita 8 bis della tangenziale.